# Karadeniz Ereğli
Karadeniz Ereğli este un oraș din Turcia.